# Топырчану, Джордже
Джордже Топырчану (рум. George Topîrceanu; 20 марта 1886, Бухарест — 7 мая 1937, Яссы) — румынский поэт, прозаик, мемуарист и публицист, член-корреспондент Румынской академии с 1936 года.

## Биография
Джордже Топырчану родился 20 марта 1886 года в семье скорняка Георге и ткачихи Параскивы Топырчану из города Сибиу.
Начальную школу (1893—1895) посещал в Бухаресте и в Шуиче, где его родители жили некоторое время; после этого (1898—1906) учился в лицее имени Матея Бесараба и Святого Саввы.
Творческий дебют Топырчану состоялся в 1904 году в юмористическом журнале Belgia Orientului («Бельгия Востока»). В это же время он сотрудничает и с другими журналами: Duminica («Воскресенье»), Revista noastră («Наш журнал»), Revista ilustrată («Иллюстрированный журнал»). В 1906 году поступил на юридический факультет, затем на филологический факультет Бухарестского университета, так и не завершив обучение ни на одном из факультетов. Писал статьи для журналов Sămănătorul, Neamul românesc literar («Литературный румынский язык»), Ramuri («Ветки»), после чего сближается с кругом писателей журнала Viaţa românească («Румынская жизнь»), работу в котором начинает с публикации пародии Răspunsul micilor funcţionari («Ответ мелким служащим»).
Сблизившись с Гарабетом Ибрэиляну, Джордже переселяется в Яссы, став членом редакции «Румынской жизни». Вместе с Михаем Севастосом выпускает журнал Teatrul (1912—1913).
Будучи призванным в армию, участвует в румынской кампании в Первой мировой войне и попадает в плен, в котором остаётся вплоть до 1918 года. Опыт этих двух лет в плену нашёл своё отражение в его прозе.
В плену выпускает два своих первых сборника: «Весёлые баллады» и «Оригинальные пародии» (1916). Вернувшись в Яссы, редактирует вместе с Михаем Садовяну журнал Însemnări literare («Литературные заметки»), вплоть до возрождения «Румынской жизни» (1920).
Последующие его книги, такие как «Весёлые и грустные баллады», «Горький миндаль» и другие, пользуются огромным успехом у читателей и прессы, в особенности стихи, за которые в 1926 году он получает Национальную премию.
В 1934 году Топырчану начинает в журнале Revista fundaţiilor regale публикацию сатирического романа «Чудеса Святого Сысоя» (роман не был закончен). В 1936 году избирается членом-корреспондентом Румынской академии.
Топырчану был женат на школьной учительнице Виктории Юге. Они имели сына, в честь дедушки названного Георге. Брак, изначально созданный по любви, вскоре стал несчастным из-за распутного образа жизни Джордже и приступов алкоголизма. Не в силах сдержаться, Топырчану страдал, и эта часть его жизни тоже нашла отражение в его творчестве.
Топырчану умер в Яссах в 1937 году от рака печени.

## Публикации
- Balade vesele («Весёлые баллады», 1916)
- Parodii originale, («Оригинальные пародии», 1916)
- Amintiri din luptele de la Turtucaia («Воспоминания о боях при Тутракане», 1918)
- Strofe alese. Balade vesele şi triste («Избранные строфы. Весёлые и грустные баллады», 1920)
- În ghiara lor… Amintiri din Bulgaria şi schiţe uşoare («В её когтях… Воспоминания из Болгарии и далёких пустынь», 1920)
- Migdale amare («Горький миндаль», 1928)
- Scrisori fără adresă, proză umoristică şi pesimistă («Письма без адреса, юмористическая и пессимистическая проза», 1930)
- Pirin-Planina, epizoduri tragice şi comice din captivitate («Гора Пирин, трагические и смешные эпизоды плена», 1936)

### Публикации на русском языке
- Стихи / Перевод с рум. Арк. Штейнберга; вступ. статья К. Паустовского. — М.: Худ. лит., 1961. (2-е изд. — 1981.)